# Walther von Brauchitsch
Walther Heinrich Alfred Hermann von Brauchitsch (Berlino, 4 ottobre 1881 – Amburgo, 19 ottobre 1948) è stato un generale tedesco attivo durante la seconda guerra mondiale.

## Biografia

### Gli inizi
Figlio di un generale prussiano di cavalleria, quindi proveniente da una famiglia di importanti tradizioni militari, von Brauchitsch pareva già destinato dalla nascita ad una brillante carriera militare. Prese parte alla prima guerra mondiale, ricoprendo compiti di comando nella 6. Armata che partecipò all'assedio di Verdun. Al termine della guerra, rimase nell'esercito venendo incorporato nelle file della neonata Reichswehr.
Nel 1930 gli venne affidato un compito delicato, nell'ottica della rimilitarizzazione clandestina della Germania: il comando del reparto addestramento dell'esercito, in vista di un cospicuo ampliamento degli effettivi delle forze armate. Come molti altri membri delle alte sfere dell'esercito, von Brauchitsch sentì il fascino del nazismo. Nel 1932, convinto che l'eventuale ascesa al potere di Hitler avrebbe senz'altro permesso di rivedere le clausole del trattato di Versailles che limitavano l'armamento della Germania, si iscrisse al Partito nazista.

### La carriera nel Terzo Reich
Nel 1935 divenne tenente generale (generale di corpo d'armata), ottenendo il comando del I. Corpo d'armata di Königsberg, e già nel 1936 gli venne conferita la carica di generale d'artiglieria. Nel 1938, in occasione della radicale riforma dei vertici della Reichswehr voluta da Hitler, Brauchitsch divenne capo dell'Oberkommando des Heeres (OKH, ossia Alto Comando dell'Esercito), cioè comandante in capo dell'esercito, succedendo in questa carica al generale Werner von Fritsch, uno dei principali epurati. Pare che la sua nomina fosse stata caldeggiata dal corpo degli ufficiali per impedire che quella carica andasse al generale Walter von Reichenau, dichiarato filonazista e candidato ufficiale di Hitler. Curiosamente, malgrado egli dovesse proprio al dittatore la sua rapida scalata alle gerarchie militari, sembra che già in quello stesso 1938 - prima dello scoppio del conflitto - Brauchitsch iniziasse ad avere dei dubbi sul suo Führer, quando si accorse di come questi stesse conducendo la Germania verso una guerra che si preannunciava lunga e piena di gravi rischi. Stando a quanto scrisse Winston Churchill nel suo diario, Brauchitsch fu informato del complotto, poi fallito, ordito da alcuni alti ufficiali dell'esercito, mirato a rovesciare il regime nazista e a imprigionarne i capi, e diede la propria approvazione.
Malgrado questi scrupoli morali, egli non mancò di fare fino in fondo il proprio dovere di soldato: scoppiata poi la guerra, nella sua veste di comandante in capo dell'esercito Brauchitsch realizzò le principali vittorie della Germania: l'Anschluss, l'occupazione dei Sudeti e della Cecoslovacchia, della Polonia, del Belgio, dei Paesi Bassi e della Francia. Il 19 luglio 1940 venne nominato Feldmaresciallo.
Coordinò altresì le operazioni contro la Jugoslavia (operazione 25), la Grecia (operazione Marita) e l'Unione Sovietica (operazione Barbarossa). Proprio la campagna di Russia - e i primi gravi rovesci che questa portò alla Wehrmacht - segnarono la sua rapida caduta: nel novembre 1941 Brauchitsch si espresse contro l'opinione di Hitler, il quale premeva perché si facesse ogni sforzo per prendere Mosca malgrado l'inclemenza dell'inverno, sostenendo invece la necessità di non attaccare la capitale sovietica e di sospendere momentaneamente l'offensiva per attestarsi su linee fortificate e più sicure. Ma il leader nazista non permetteva a nessuno di contraddirlo e, indispettito, lo esonerò dall'incarico di comandante in capo dell'esercito, assumendo egli stesso la carica rimasta vacante.

### Gli ultimi anni
Rimasto in disparte fino alla fine del conflitto, Brauchitsch venne arrestato dagli Alleati nel 1945, in vista di un processo intentato contro i principali artefici della guerra d'aggressione intrapresa dalla Germania. Nel 1948 avrebbe dovuto essere processato per aver emesso ordini militari illegali, ma l'accusa cadde perché egli nel frattempo era diventato quasi completamente non vedente. Ricoverato presso l'ospedale militare britannico di Amburgo, Brauchitsch vi morì il 19 ottobre 1948.